# Ivermectina
La ivermectina es un compuesto medicinal formado por una mezcla 80:20 de avermectina B1a y B1b. Las avermectinas son derivados macrocíclicos de la lactona producidas por la actinobacteria Streptomyces avermitilis. En medicina humana se utiliza en forma de comprimidos o gotas para ingerir vía oral para el tratamiento de algunos procesos provocados por parásitos y en forma de crema para el tratamiento de la rosácea. En veterinaria se utiliza, fundamentalmente, por vía inyectable y, en menor medida, por vía oral en equinos, bovinos, caprinos, ovinos, suinos, caninos y felinos, para combatir nematodiasis, garrapatas y sarna, entre otras enfermedades.

## Uso en rosácea
Se emplea en forma de crema para tratar la rosácea. Los estudios realizados han demostrado que es una buena alternativa a otros tratamientos por vía tópica, entre ellos el metronidazol y el ácido azelaico.

## Uso como antiparasitario
Se emplea por vía oral con diferentes indicaciones:
- Filariasis. Como fármaco antifilárico ha sido ampliamente empleada en medicina veterinaria y en la filariasis humana.[5]
  - Loa loa. Tiene una poderosa actividad microfilaricida frente a loa loa, si bien no llega a matar las formas adultas, por ello puede emplearse conjuntamente con albendazol.[6]
  - Mansonelliasis. Es activo contra Mansonella ozzardi.
  - Oncocercosis. Es activo contra Onchocerca volvulus.[7] siendo el fármaco de elección en las infecciones dérmicas y oculares por este parásito. Se está utilizando en los programas de quimioterapia masiva para controlar la oncocercosis en las zonas endémicas.
- Estrongiloidiasis. Es eficaz frente al Strongyloides stercoralis.[7]
- Escabiosis (Sarna). También se usa como una opción por vía oral para el tratamiento de pacientes con escabiosis.[8]
- Pediculosis. Se ha empleado por vía oral y en solución tópica al 8% para tratar la pediculosis.[9][10][11][12]

## Investigación
La ivermectina se está estudiando como un posible agente antiviral contra el chikunguña, la covid-19 y la fiebre amarilla.
En 2013, este fármaco antiparasitario se demostró como un ligando novedoso del receptor farnesoide X (FXR), un objetivo terapéutico para la enfermedad del hígado graso no alcohólico.
La ivermectina también es de interés en la prevención de la malaria, ya que es tóxica tanto para el plasmodio que la produce, como para los mosquitos que la transmiten.

### SARS-CoV-2
La ivermectina tiene efectos antivirales contra varios virus de ARN monocatenario de sentido positivo distintos, incluido el SARS-CoV-2. La ivermectina inhibe la replicación de SARS-CoV-2 en cultivo de células de riñón de mono con un IC50 de 2.2 a 2.8 M.
Las dosis utilizadas en cultivo celular requerirían 104 dosis más grandes en humanos según estos datos, lo que no parece prometedor como tratamiento eficaz para covid-19. Estas altas dosis de ivermectina no están cubiertas por las aprobaciones actuales para uso humano del fármaco y podrían ser peligrosas, ya que el probable mecanismo de acción antiviral es la supresión de un proceso celular del huésped, específicamente la inhibición del transporte nuclear por importina. α/β1. Además, los experimentos de cultivo celular también se mostraron prometedores para la ivermectina en el tratamiento del dengue, pero luego fallaron en modelos animales.
El 10 de abril de 2020, la FDA emitió una guía para no usar ivermectina destinada a animales como tratamiento para covid-19 en humanos.
Una preimpresión publicada a principios de abril de 2020 afirmaba los beneficios de la ivermectina en el tratamiento de covid-19, pero era un estudio retrospectivo basado en datos hospitalarios cuestionables de Surgisphere y se retiró a finales de mayo. La preimpresión llevó a varias agencias gubernamentales de América Latina a recomendar la ivermectina como tratamiento para covid-19, estas recomendaciones fueron posteriormente denunciadas por la oficina regional de la OMS.
A mediados de 2020, investigadores de la Universidad de Zagazig publicaron en ClinicalTrials.gov los resultados de una prueba de ivermectina en la prevención de covid-19 en personas asintomáticas con contacto estrecho con enfermos por SARS-CoV-2 (203 en el grupo de tratamiento y 101 en el de control).
En noviembre de 2020, una revisión de publicaciones mostró que se han realizado numerosos estudios sobre la eficacia de la ivermectina en el control de covid-19, y médicos en España publicaron un protocolo llamado IVERCOR-COVID19 con fines de hacer una prueba globalizada.
En diciembre de 2020, los médicos de Bangladés completaron un estudio piloto aleatorizado, doble ciego y controlado con placebo de 72 pacientes y concluyeron que un tratamiento de 5 días con ivermectina resultó seguro y eficaz para tratar pacientes adultos con covid-19 leve... No se registraron eventos adversos graves por medicamentos en el estudio. Los autores comentan que "los medicamentos son asequibles (el coste del tratamiento con ivermectina, durante 5 días oscila entre $0,60 y $1,8 (USD) -coste total-) y están fácilmente disponibles en Bangladés, por lo tanto, son una alternativa muy atractiva para el tratamiento de pacientes con covid-19". El estudio no hubiera sido posible sin las contribuciones de los gobiernos de Bangladés, Canadá, Suecia y el Reino Unido.
En abril de 2021, en una revisión (metaanálisis) de 18 pruebas controladas aleatorizadas del uso de ivermectina en tratamiento y prevención de covid-19, un grupo de investigadores concluyó que con dicho uso se habían encontrado grandes reducciones en las tasas de mortalidad, en los tiempos de recuperación de los pacientes, y en los tiempos de eliminación del virus, así como una reducción del riesgo de contraer la enfermedad por usar ivermectina con regularidad, agregando que los muchos ejemplos de campañas de distribución de ivermectina que llevaron a disminuciones de mortalidad y morbilidad en la población en su conjunto indican que se ha identificado un agente oral efectivo para todas las etapas de covid-19.

### Evidencia científica en contra de su uso
En marzo de 2021, un grupo de expertos trabajando para la OMS, luego de la revisión de 16 pruebas controladas aleatorizadas, determinó que, debido a la reducida cantidad de pacientes involucrados y a limitaciones metodológicas de los datos de las pruebas, había muy poca certidumbre acerca de la eficacia de la ivermectina en la reducción de la mortalidad, la necesidad de ventilación mecánica y el tiempo de mejoría de pacientes con covid-19. No fue evaluada la eficacia de la ivermectina en la prevención de esa enfermedad.
Un metaanálisis realizado por Cochrane (estudios incluidos en la revisión de literatura hasta a finales de mayo del 2021), la mayoría de los estudios encontrados e incluidos en la revisión poseen reclutamientos limitados y pocos se consideran de calidad alta, este metaanálisis no encontró evidencia para el uso de ivermectina para el tratamiento o prevención de COVID-19.
Por su parte, científicos argentinos del Instituto de Investigaciones de Enfermedades Tropicales de la Sede regional Orán de la Universidad Nacional de Salta (UNSa) realizó un estudio sobre el potencial antiviral de la ivermectina, que demuestra la capacidad de la droga sobre el virus en etapas tempranas de la infección.
El estudio que evalúa el efecto de ivermectina sobre la replicación de SARS-CoV-2 en pacientes con COVID-19 arrojó que la administración de ivermectina a dosis de 0,6 miligramos por kilo de peso (el triple de lo usado habitualmente) produce la eliminación más rápida y profunda del virus cuando se inicia el tratamiento en etapas tempranas de la infección (hasta 5 días desde el inicio de síntomas).
El hallazgo de la actividad antiviral de ivermectina es resultado de un estudio clínico sobre 45 pacientes con enfermedad leve o moderada en distintos centros hospitalarios (CEMIC, Muñiz y Alta Cuenca de Cañuelas), entre los cuales a 30 pacientes se les administró ivermectina en altas dosis, al resto no, y se les hicieron mediciones de seguridad del medicamento, cuantificación de virus en secreciones respiratorias y niveles de ivermectina en sangre. Los pacientes que recibieron ivermectina presentaron una respuesta antiviral significativamente diferente a los no tratados, el efecto se evidenció en la disminución más profunda de virus en secreciones.
Durante la pandemia de COVID-19, se ha difundido desinformación donde se afirma que la ivermectina ha comprobado ser beneficiosa para tratar y prevenir el COVID-19. La investigación sobre su uso está en curso, y varias organizaciones de salud importantes, incluida la Agencia Europea de Medicamentos, la Administración de Medicamentos y Alimentos de Estados Unidos (FDA), los Centros para el Control y Prevención de Enfermedades de Estados Unidos (CDC) y la Organización Mundial de la Salud han emitido declaraciones donde indican que la ivermectina no está autorizada o aprobada para tratar el COVID-19, citando que tales afirmaciones no están respaldadas por evidencia científica suficiente y el medicamento solo debe ser usado dentro de ensayos clínicos. En Perú, el Ministerio de Salud incluyó al medicamento en el protocolo para el tratamiento sin haber contado una evidencia real, siendo Chincha la ciudad que obtuvo más popularidad.
Se han encontrado evidencias de su presencia en urogallos (Tetrao urogallus) en Pirineos que podrían afectar al éxito reproductivo de la especie, aunque se necesitan más estudios para investigar los posibles efectos indirectos o crónicos en la especie.

## Farmacología
Se absorbe bien por vía oral: con un tiempo máximo de unas 4 horas. Actúa sobre nervios y células musculares del parásito. Es metabolizada ampliamente y su semivida es de unas 12 horas, apenas es excretada por las heces y la orina.

## Efectos secundarios
Según la página lactancia.org el riesgo para la lactancia es bajo.
Artralgias, mialgias, fiebre, adenomegalias dolorosas, prurito, rash cutáneo, taquicardia.
 Náuseas, diarrea, estreñimiento, anorexia, distensión abdominal. 
Somnolencia, fatiga, mareos, temblores.

### Filariasis
Puede provocar hipotensión ortostática, que se ha relacionado con el número de microfilarias eliminadas. Puede producir prurito, edema, cefaleas, linfadenopatías, artralgias y mialgias, efectos que también pueden considerarse reacciones alérgicas a las filarias destruidas.

Los eventos adversos graves después del tratamiento con ivermectina son más comunes en personas con cargas muy altas de gusanos Loa loa larvarios en la sangre. 

Aquellos que tienen más de 30.000 microfilarias por mililitro de sangre corren el riesgo de inflamación y bloqueo capilar debido a la muerte rápida de las microfilarias después del tratamiento con ivermectina.
La principal preocupación es la neurotoxicidad, que en la mayoría de las especies de mamíferos puede manifestarse como depresión del sistema nervioso central y ataxia consecuente, como podría esperarse de la potenciación de las sinapsis inhibitorias GABA-ergicas. Dado que los fármacos que inhiben la enzima CYP3A4 a menudo también inhiben el transporte de la glicoproteína-P, existe el riesgo de una mayor absorción más allá de la barrera hematoencefálica cuando se administra ivermectina junto con otros inhibidores de CYP3A4. Estos medicamentos incluyen estatinas, inhibidores de la proteasa del VIH, muchos bloqueadores de los canales de calcio, lidocaína, benzodiazepinas y glucocorticoides como la dexametasona.